# 聖蒂莫特奧
聖蒂莫特奧（西班牙語：San Timoteo），是委內瑞拉的城鎮，位於該國西北部蘇利亞州，是巴拉爾特市的首府，處於馬拉開波湖東岸，鎮上的石油業建有油罐和碼頭。